# تامي أبراهام
كيفين أوجينتيجا تمارايبى باكومو أبراهام (بالإنجليزية: Kevin Oghenetega Tamaraebi Bakumo-Abraham)‏ (و. 1997  م) هو لاعب كرة قدم، من المملكة المتحدة حيث ولد في مدينة لندن الإنجليزية، يلعب في مركز الهجوم مع نادي إيه سي ميلان الإيطالي على سبيل الإعارة من نادي روما.

## وصلات خارجية
- تامي أبراهام على موقع الاتحاد الأوربي (الإنجليزية)
- تامي أبراهام على موقع إي إس بي إن إف سي (الإنجليزية)
- تامي أبراهام على موقع قاعدة بيانات كرة القدم.إي يو (الإنجليزية)
- تامي أبراهام على موقع ليكيب (الفرنسية)
- تامي أبراهام على موقع ناشيونال فوتبول تيمز (الإنجليزية)
- تامي أبراهام على موقع Soccerbase.com (لاعب) (الإنجليزية)
- تامي أبراهام على موقع Soccerway.com (الإنجليزية)
- تامي أبراهام على موقع عالم كرة القدم.نت (الإنجليزية)
- تامي أبراهام على موقع AS.com (الإسبانية)